# René-Pierre Dissaux

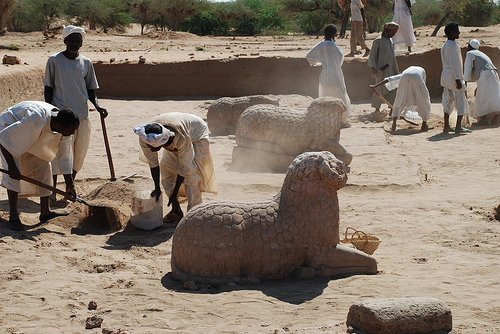
Au Soudan à El-Hassa, temple du roi Amanakhereqerem découverte de cinq béliers de grès

René-Pierre Dissaux est un égyptologue français de l'université de Lille III. Il participe à de nombreuses missions archéologiques à El-Hassa en Nubie et sur l'île de Saï.
En novembre 2008 avec leurs équipes, René-Pierre Dissaux et Vincent Rondot découvrent cinq béliers de grès dont trois portent des inscriptions qui permettent de décrypter un peu plus la langue méroïtique qui s'écrit en hiéroglyphes et en cursives. 
Ils apprennent ainsi que le temple en cours de fouille est celui du roi Amanakhereqerem de la fin du Ier siècle.